# La stirpe del male
La stirpe del male (Devil's Due) è un film del 2014 diretto da Matt Bettinelli-Olpin e Tyler Gillett.
Film horror girato con lo stile del falso documentario found footage, con protagonisti Allison Miller e Zach Gilford.

## Trama
Due sposi, dopo una misteriosa notte in luna di miele di cui non hanno alcun ricordo, si ritrovano con una gravidanza prematura. Il marito registra i momenti successivi notando uno strano cambiamento della moglie che inizialmente attribuisce a sbalzi di umore. Col passare dei mesi però risulta evidente che gli oscuri cambiamenti fisici e mentali abbiano un'origine molto più inquietante.

## Produzione
Le riprese del film sono iniziate nel marzo del 2013 nella Repubblica Dominicana e di seguito si sono spostate a New Orleans.

## Distribuzione
Il trailer italiano del film viene diffuso il 21 novembre 2013 in esclusiva dal sito badtaste.it.
La pellicola è stata distribuita nelle sale cinematografiche statunitensi a partire dal 17 gennaio 2014, mentre in quelle italiane dall'8 maggio.

## Promozione
Per la promozione del film il 14 gennaio 2014 su youTube è stato diffuso un video virale che mostra alcuni passanti di New York spaventati da un neonato posseduto, realizzato con tecnologia animatronica e posizionato in una carrozzina comandata a distanza. In soli tre giorni il video ha totalizzato circa 30 milioni di visualizzazioni.